# 268 Dywizja Strzelecka (ZSRR)
268 Dywizja Strzelecka (ros. 268-я стрелковая дивизия) – związek taktyczny (dywizja) Armii Czerwonej.
Sformowana w 1941 w związku z niemieckim atakiem na ZSRR. Broniła Leningradu, forsowała Iżorę, wyzwoliła Tosno i Gatczynę.